# BVA Cup 2016 (maschile)
La BVA Cup 2016, 9ª edizione della omonima competizione di pallavolo maschile, si è svolta dall'8 al 9 ottobre 2016: al torneo hanno partecipato quattro squadre di club afferenti alla BVA e la vittoria finale è andata per la prima volta allo Galatasaray.

## Formula
La formula ha previsto semifinali, finale terzo posto e finale.

## Squadre partecipanti
- Radnik Bijeljina
- CSM Bucarest
- Spartak Ljig
- Galatasaray

## Torneo
|  | Semifinali       | Semifinali |             |              | Finale           | Finale          |  |
|  |                  |            |             |              |                  |                 |  |
|  | Spartak Ljig     | 3          |             |              |                  |                 |  |
|  | Spartak Ljig     | 3          |             |              |                  |                 |  |
|  | Radnik Bijeljina | 0          |             |              |                  |                 |  |
|  | Radnik Bijeljina | 0          |             | Spartak Ljig | 0                |                 |  |
|  |                  |            |             | Spartak Ljig | 0                |                 |  |
|  |                  |            | Galatasaray | 3            |                  |                 |  |
|  | Galatasaray      | 3          | Galatasaray | 3            |                  |                 |  |
|  | Galatasaray      | 3          |             |              |                  |                 |  |
|  | CSM Bucarest     | 0          |             |              | Finale 3º posto  | Finale 3º posto |  |
|  | CSM Bucarest     | 0          |             |              |                  |                 |  |
|  |                  |            |             |              |                  |                 |  |
|  |                  |            |             |              | Radnik Bijeljina | 0               |  |
|  |                  |            |             |              | Radnik Bijeljina | 0               |  |
|  |                  |            |             |              | CSM Bucarest     | 3               |  |

### Semifinali
| 8 ottobre 2016 Sportska dvorana Filip Višnjić, Bijeljina Durata: ? - Spettatori: ? | Spartak Ljig | 3 - 0 | Radnik Bijeljina | 25-15, 25-21, 25-18 |
| 8 ottobre 2016 Sportska dvorana Filip Višnjić, Bijeljina Durata: ? - Spettatori: ? | Galatasaray  | 3 - 0 | CSM Bucarest     | 25-15, 25-15, 25-23 |

### Finale 3º posto
| 9 ottobre 2016 Sportska dvorana Filip Višnjić, Bijeljina Durata: ? - Spettatori: ? | Radnik Bijeljina | 0 - 3 | CSM Bucarest | 20-25, 15-25, 16-25 |

### Finale
| 9 ottobre 2016 Sportska dvorana Filip Višnjić, Bijeljina Durata: ? - Spettatori: ? | Spartak Ljig | 0 - 3 | Galatasaray | 21-25, 21-25, 20-25 |

## Classifica finale
| Pos | Squadra          | Qualificazione        |
| --- | ---------------- | --------------------- |
|     | Galatasaray      | Challenge Cup 2016-17 |
| 2   | Spartak Ljig     |                       |
| 3   | CSM Bucarest     |                       |
| 4   | Radnik Bijeljina |                       |